# Burundi na letních olympijských hrách
Burundi na letních olympijských hrách startuje od roku 1996. Toto je přehled účastí, medailového zisku a vlajkonošů na dané sportovní události.

## Účast na Letních olympijských hrách
| Dějiště LOH            | LOH      | Vlajkonoš                               | Zlatá medaile | Stříbrná medaile | Bronzová medaile | Celkem |
| ---------------------- | -------- | --------------------------------------- | ------------- | ---------------- | ---------------- | ------ |
| 1996 Atlanta           | LOH 1996 | Dieudonné Kwizéra                       | 1             |                  |                  | 1      |
| 2000 Sydney            | LOH 2000 | Diane Nukuri                            |               |                  |                  | 0      |
| 2004 Athény            | LOH 2004 | Emery Nziyunvira                        |               |                  |                  | 0      |
| 2008 Peking            | LOH 2008 | Francine Niyonizigiye                   |               |                  |                  | 0      |
| 2012 Londýn            | LOH 2012 | Diane Nukuri                            |               |                  |                  | 0      |
| 2016 Rio de Janeiro    | LOH 2016 | Olivier Irabaruta                       |               | 1                |                  | 1      |
| 2020 Tokio             | LOH 2020 | Ornella Havyarimana Belly-Cresus Ganira |               |                  |                  | 0      |
| 2024 Paříž             | LOH 2024 |                                         |               |                  |                  | x      |
| Celkem                 | 7        |                                         | 1             | 1                | 0                | 2      |
| Zdroj na Olympedia.org |          |                                         |               |                  |                  |        |

## Listina medailistů
| Medal            | Sportovec             | LOH           | Sport         |
| ---------------- | --------------------- | ------------- | ------------- |
| Zlatá medaile    | Vénuste Niyongabo     | Burundi (BDI) | 1996 Atletika |
| Stříbrná medaile | Francine Niyonsabaová | Burundi (BDI) | 2016 Atletika |